# (36336) 2000 ND5
2000 ND5 (asteroide 36336) é um asteroide da cintura principal. Possui uma excentricidade de 0.31794360 e uma inclinação de 3.73698º.
Este asteroide foi descoberto no dia 7 de julho de 2000 por LINEAR em Socorro.